# Mendatica
Mendatica (en ligur Mendàiga o Mendéga) és un comune italià, situat a la regió de la Ligúria i a la província d'Imperia. El 2015 tenia 185 habitants.

## Geografia
Situat al vessant del mont Fronté domina l'alta vall d'Arroscia. Té una superfície de 30,69 km² i les frazioni de Cian Prai, Le Salse, Monesi, San Bernardo di Mendatica, Valcona Secae, Valcona Soprana i Valcona Sottana. Limita amb Briga Alta, Cosio di Arroscia, Montegrosso Pian Latte i Triora.

## Evolució demogràfica
| Gràfica d'evolució de Mendatica entre 1861 i 2011 |
|                                                   |
| Font: ISTAT                                       |